# Opéra espagnol
L'opéra espagnol correspond à la tradition du genre de l'opéra en Espagne, depuis sa création au cours du xviie siècle, ainsi que son évolution au sein du pays et son influence et exportation dans les autres pays. La zarzuela est un genre exclusivement espagnol de l'opéra qui parcourt son histoire.

## Historique

### Genèse
L'un des premiers ouvrages considéré comme opéra espagnol est la pièce entièrement chantée, La selva sin amor, du poète Lope de Vega et du compositeur Filippo Piccinini, créé en 1629 au Palais Royal,. La partition de cet opéra a brûlé dans un incendie en 1734 et bien qu'il connaisse un certain succès à l'époque, il n'est plus vraiment rejoué depuis, mais est exhumé et monté en mars 2021 à l'École supérieure de chant de Madrid sous la direction de José María Sánchez-Verdú d'après une mise en musique de six compositeurs du xxie siècle. En revanche, la première zarzuela, genre lyrique principal de la péninsule pour les siècles à venir, est la pièce de Pedro Calderón de la Barca, El jardín de Falerina, mise en musique par Juan Hidalgo de Polanco et créée en 1648.

### La zarzuela
La naissance de l'opéra en tant que genre se trouve en Italie au tout début du xviie siècle, tandis que l'opéra en Espagne se développe durant le cours de ce même siècle baroque avec la zarzuela. La zarzuela se rapproche plus du genre de l'opéra-comique voire du Singspiel allemand en ce qu'il contient des parties parlés ; il se rapproche ainsi d'une forme sérieuse de l'opérette. Plusieurs ouvrages à partir des années 1660 posent les bases du genre de cet opéra espagnol : Celos aun del aire matan, de 1660, composé par Juan Hidalgo de Polanco sur un livret de Pedro Calderón de la Barca ou encore le drame musical Los celas hacen estrellas du même compositeur sur un livret de Juan Vélez de Guevara est représenté pour la première fois en 1672 au palais royal pour célébrer la fête de la reine Marie-Anne d’Autriche. 
Les particularités musicales de ces ouvrages démontrent une présence de l'alternance airs et récitatifs, le premier représentant un quart environ de la partition. Par ailleurs, ces drames lyriques, nommés « fêtes théâtrales », sont présentés sous la forme de grands spectacles,. Enfin, les influences et origines de l'opéra espagnol trouvent leur source dans l'opera italienne, qui s'est diffusé en Europe depuis le début du siècle, bien que le rythme musical se rapproche plus d'un style national,, mettant ainsi la guitare en bonne position dans la partition. Les opéras de Juan Hidalgo de Polanco et les quelques autres exemples d'ouvrages que l'on connaît de cette période ont tous été composé pour la cour, et bien que l'opéra selon la forme italienne ait du mal à s'imposer en Espagne au xviie siècle, la zarzuela va elle connaître un développement très important lors des siècles suivants. De manière générale, ce genre s'impose en tant que support de l'histoire de l'Espagne et l'incarnation du patriotisme de son peuple. On compte aujourd'hui plus de vingt-mille zarzuela composées par environ cinq cent musiciens espagnols.

### xviiiesiècle
Un des ouvrages majeurs de ce début du siècle et qui marque un jalon dans l'opéra espagnol hors zarzuela, est La Guerra de los Gigantes de Sebastián Durón, créé en 1701 à Madrid à l'occasion d'un mariage royal, en signe de célébration de la monarchie. L'ouvrage est recréé et enregistré en version de concert en 1982 lors des Rencontres Internationales d'Opéra de Chambre des Jeunes de Cuenca puis plus tard par Jordi Savall.
Jusqu'à la moitié de ce siècle, les thèmes principaux de la zarzuela est la mythologie grecque et à destination de la cour d'Espagne avant d'évoluer vers un genre plus populaire avec des histoires du quotidien, tels qu'on peut le voir dans un ouvrage écrit par Ramón de la Cruz, à l'origine en partie du renouvellement du genre, Clementina, mis en musique par l'italien Luigi Boccherini.

### xixesiècle
Au cours du xixe siècle, la zarzuela, bien ancrée dans le pays, se développe en un genre mondain dont est commenté davantage les personnalités qu'elle attire et le sublime des spectacles plutôt que la qualité intrinsèque de la musique ou de la mise en scène. La critique et le public admirent le faste et le luxe des moyens mis à disposition du grand spectacle. En parallèle, un opéra bouffe plus court importé de France se développe sur la scène lyrique, visant ainsi un public moins aristocratique.
Cependant, ce siècle voit également l'influence de l'opéra italien s'imposer dans la composition et la mise en scène des ouvrages espagnols, et il faut attendre le début du siècle suivant pour voir revenir au premier plan un genre spécifique espagnol au sein des institutions madrilènes en particulier. En 1891 est créé l'opéra majeur du compositeur Felipe Pedrell, Los Pirineos, sur un livret de Víctor Balaguer éminemment patriote et à sujet national.

### xxesiècle

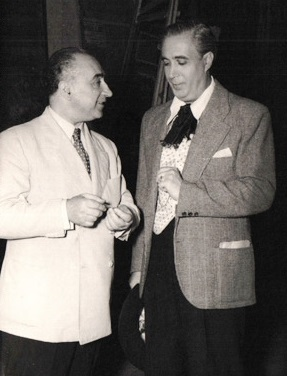
Federico Moreno Torroba (à gauche) avec le baryton dans les coulisses du teatro de la Zarzuela à Madrid, 1946.

Un des ouvrages espagnols majeurs de ce siècle est la zarzuela romantique de Federico Moreno Torroba, Luisa Fernanda, créé en 1932 à Madrid puis repris régulièrement jusqu'à atteindre plusieurs milliers de représentations. Les deux librettistes de cet ouvrage, Federico Romero Sarachaga et Guillermo Fernández-Shaw Iturralde, sont les auteurs d'un grand nombre de livrets de zarzuela à partir des années 1910 et à l'origine de plusieurs grands succès de la scène lyrique.
Manuel de Falla est un des compositeurs espagnols les plus importants de la première moitié du xxe siècle, qui compose un certain nombre d'ouvrages lyriques notamment La vida breve, court ouvrage créé en 1913 qui ouvre le compositeur à la renommée. Amand Blanquer compose Triomphe de Tirant, créé en 1992 à Valence et Pilar Jurado créé en 2011 à Madrid La página en blanco.

## Chanteurs
Les artistes lyriques espagnols sont nombreux et représentent une part importante des interprètes à l'échelle internationale,. Plusieurs personnalités sont particulièrement reconnues dans le monde lyrique telles que Plácido Domingo, José Carreras, qui font partie des Trois Ténors ou encore Montserrat Caballé et Victoria de los Ángeles rien que pour le xxe siècle. Le ténor et la basse Francesc Viñas et Andrés de Segurola acquièrent tous les deux une grande renommée lors de la première moitié de ce siècle. De manière générale, de nombreux chanteurs espagnols connaissent une carrière internationale tout en restant attachés au style lyrique espagnol et la zarzuela.